# Buba
Buba je stopnja v razvoju tistih žuželk, ki gredo v prehodu med ličinko in odraslo živaljo skozi proces popolne preobrazbe. V tem stadiju se v ličinki, ki je črvaste oblike, zgodijo obsežne spremembe telesne zgradbe; nekateri organski sistemi (npr. živčevje) se lahko popolnoma razgradijo in vzpostavijo na novo. Pri tem procesu igra veliko vlogo nadzorovana celična smrt.
Ker gre za popolno rekonstrukcijo telesa, je žuželka v tej fazi največkrat negibljiva ali zelo omejeno gibljiva. Tako predstavlja lahek plen plenilcem. Mnogo žuželk se zato v tej fazi obda s svilenim ali trdnim kokonom - brez kokonov so samo nekateri hrošči, dvokrilci, metulji in kožekrilci. Ti se med preobrazbo zavlečejo v kakšno špranjo, izkoriščajo tudi varovalno obarvanost. Metulji mravljiščarji (rod Maculinea) za obrambo izkoriščajo gostiteljske mravlje.
Stadij bube se je v evoluciji razvil večkrat ločeno in poznamo več tipov bub. Glavna delitev je na bube, ki imajo proste okončine, ter take, kjer so okončine prirasle k telesu. Prve nadalje delimo glede na to, ali so njihove mandibule členjene ali ne. Žuželke, katerih bube imajo členjene mandibule, le-te uporabljajo da izrežejo luknjo skozi kokon, ko je preobrazba končana.